# Alice Dunbar Nelson
Alice Ruth Moore Dunbar Nelson (Nova Orleans, Louisiana, 19 de juliol de 1875-Filadèlfia, 18 de setembre de 1935) fou una poeta, periodista i activista política estatunidenca. D'entre la primera generació nascuda lliure al Sud després de la Guerra civil, va ser una dels afroamericans prominents que es van implicar en el desenvolupament artístic del Harlem Renaissance. El seu primer marit fou el poeta Paul Laurence Dunbar. Alice es va casar després amb el metge Henry A. Callis i per acabar amb Robert J. Nelson, un poeta i activista dels drets civils.

## Biografia
Alice Ruth Moore va néixer a Nova Orleans el 19 de juliol de 1875, filla d'una costurera afroamericana i d'un antic esclau mariner blanc. Els seus pares, Patricia Wright i Joseph Moore, eren de classe mitjana i van formar part de la comunitat multiètnica criolla de la ciutat. En una època en què menys de l'1% dels americans anava a la universitat, Moore es va graduar el 1892 en la Straight University (temps després fusionada amb la Dillard University) i va començar a treballar com a mestra en el sistema escolar públic de Nova Orleans.
El 1895 es va publicar la seva primera col·lecció de poemes i històries curtes, Violets and Other Tales (Violetes i altres contes), a la Monthly Review (Revista Mensual). En aquella època Alice es va traslladar a viure a Boston i més tard a la ciutat de Nova York. Va cofundar i donar classes a la White Rose Mission, prop de San Juan Hill de Manhattan (Lincoln Square). Com a conseqüència d'una correspondència amb el poeta i periodista Paul Laurence Dunbar, Moore va acabar marxant l'any 1898 a Washington DC per casar-se amb ell.
Ella i Paul Dunbar es van separar el 1902, però mai no es van divorciar. Es va dir que ell va quedar molt afectat pels afers lesbians de la dona. Els escrits d'ella i una foto seva en una revista literària havien captat la seva atenció, i després d'una correspondència de dos anys es van casar. Però la relació va ser tempestuosa, exacerbada per l'alcoholisme i les depressions de Durban. El 1902, arran d'una pallissa donada per Durban, que va estar a punt de matar l'Alice, ella el va deixar i va marxar a Delaware. Paul Dunbar va morir el 1906.
Alice Dunbar va anar a viure a Wilmington (Delaware) i va ensenyar a l'Institut Howard al llarg de més d'una dècada. Durant aquest període va donar també classes d'estiu a la Universitat Estatal per a Estudiants de Color (predecessora de la Universitat Estatal Delaware) i a l'Institut Hampton. El 1907 va agafar una excedència d'un any com a professora de Wilmington i es va matricular com a estudianta a la Universitat Cornell; retornà a Wilmington el 1908. El 1910 es va casar amb Henry A. Callis, un metge prominent i professor de la Universitat de Howard, però aquest matrimoni va acabar aviat en divorci.
De 1913 a 1914 Alice va ser coeditora i escriptora de la revista A. M. E. Review, una publicació eclesiàstica influent produïda per l'Església africana metodista episcopal (Església AME). El 1916 es va casar amb el poeta i activista dels drets civils Robert J. Nelson. El va conèixer arran de començar ella l'activitat política a Wilmington i a la regió propera. Van estar junts la resta de les seves vides. Des de 1920 Alice va coeditar el Wilmington Advocate, un diari negre progressista. També va publicar el The Dunbar Speaker and Entertainer, una antologia literària per a audiència negra.
Alice Dunbar Nelson va ser una activista dels drets dels afroamericans i de les dones, especialment durant les dècades de 1920 i 1930. Tot continuant escrivint contes i poesies, va esdevenir políticament més activa a Wilmington, treballant en articles en nombrosos temes cabdals. El 1915 va ser l'organitzadora del moviment sufragista dels estats de l'Atlàntic Mitjà. El 1918 va ser representant del Comitè de la Dona del Consell de la Defensa Nacional. El 1924 Dunbar-Nelson va fer campanya perquè fos votat al Senat el Manifest Antilinxaments Dyer (Dyer Anti-Lynching Bill), però el partit Democràta del Sud va impedir la votació.
A partir aproximadament de 1920, va estar molt compromesa amb el periodisme: fou una columnista altament exitosa, amb articles, assajos i crítiques que apareixien en diaris, magazins i revistes acadèmiques. Va ser una conferenciant popular i va tenir una agenda de conferències molt activa al llarg d'aquells anys. La seva carrera de periodista va tenir un inici molt dur. Al llarg del final del segle xix era inusual que les dones treballessin fora de casa, més encara que ho fes una dona afroamericana, i la feina de periodisme era un ofici dominat per homes masclistes. Al seu diari va escriure sobre els problemes associats a la professió de periodista: "Maleïda mala sort tinc amb la meva ploma. Alguna mena de destí ha decretat que mai no guanyaré diners amb ella" (Diari, 366). Va deixar escrit que li negaven la paga pels seus articles i també sobre els problemes que va tenir per rebre un reconeixement apropiat per la seva feina.
Es va traslladar de Delaware a Filadèlfia el 1932, quan el seu marit va entrar a formar part de la Comissió Atlètica de Pennsilvània. En aquella època la seva salut va anar empitjorant i va morir d'una malaltia cardíaca el 18 de setembre de 1935, a l'edat de seixanta anys. Va ser incinerada a Filadèlfia.
Va ser nomenada membre honorífic de la fraternitat Delta Sigma Theta (ΔΣΘ). Els seus papers van ser recol·lectats per la Universitat de Delaware.
El seu diari va ser publicat el 1984. Hi detalla la seva vida durant l'any 1921 i de 1926 a 1931 ("Alice Dunbar-Nelson"). Es tracta d'un de les poques dones afroamericanes del segle xix, i va proporcionar una imatge molt útil sobre la vida de les dones negres d'aquell temps. "Resumeix la seva posició en una època en què la llei i els costums limitaven els accessos, les expectatives i les oportunitats a les dones negres" ("Alice Dunbar-Nelson"). El seu diari tracta assumptes com ara la vida familiar, l'amistat, la sexualitat, la salut, els problemes professionals, els viatges i, sovint, les dificultats financeres.

## Context retòric
El context retòric dels escrits d'Alice Dunbar-Nelson inclou subjecte, propòsit, audiència, i ocasió. "Els escrits de Dunbar-Nelson aborden els problemes que afrontaven els afroamericans i les dones del seu temps". En assajos com Negro Women in War Work (1919), Politics in Delaware (1924), Hysteria i Is It Time for Negro Colleges in the South to Be Put in the Hands of Negro Teachers? Dunbar-Nelson explora el paper de les dones negres com a força laboral, d'educació i en el moviment antilinxament. Els exemples demostren un paper d'activista social al llarg de la seva vida. Els escrits de Dunbar-Nelson expressen la seva creença d'igualtat entre les ètnies i entre els homes i les dones. Ella creia que els afroamericans havien de tenir igual accés a les institucions educatives, al treball, a l'assistència sanitària, al transport i a altres drets constitucionalment concedits.
Gran part dels escrits de Dunbar-Nelson versen sobre línies definides de color, tant del color blanc com del negre. En una peça autobiogràfica titulada Brass Ankles, Dunbar-Nelson analitza les dificultats que va afrontar a Louisiana pel fet de ser filla de negra i blanc. Recordava l'aïllament que sentia de nena, i la sensació de no pertànyer o de no ser acceptada per cap dels grups ètnics. Va dir que quan era nena li deien "negra mig blanca" i que de gran els blancs no van ser tan cruels amb aquest apel·latius, però tampoc l'acceptaven. Ambdós grups la rebutjaven per ser "massa blanca". Els companys de treball blancs pensaven que ella no era prou ètnica i els companys negres no creien que fos prou fosca com per treballar amb la seva pròpia gent. Va escriure que ser multiètnica era difícil perquè "els yaller niggers ('els més joves'), els Brass Ankles ('turmells de llautó') han de suportar l'odi i els prejudicis de l'ètnia blanca (Brass Ankles)". Gran part de l'escriptura d'Alice Dunbar-Nelson va ser rebutjada perquè escrivia sobre línies de colors, opressió i racisme. Poques publicacions principals publicarien els seus escrits perquè no era comercialitzable. Tanmateix, Dunbar-Nelson va poder publicar els seus escrits quan parlava de temes de racisme i opressió d'una manera més subtil.

## Obres
- Violets and Other Tales Arxivat 2006-10-06 a Wayback Machine., Boston: Monthly Review, 1895. Històries curtes i poemes, incloent-hi "Titée", "A Carnival Jangle", i "Little Miss Sophie". Digital Schomburg.
- The Goodness of St. Rocque and Other Stories Arxivat 2017-07-22 a Wayback Machine., 1899, incloent-hi "Titée" (revisat), "Little Miss Sophie", i "A Carnival Jangle".
- "Wordsworth's Use of Milton's Description of the Building of Pandemonium", 1909, en Modern Language Notes.
- Masterpieces of Negro Eloquence, 1914.
- "People of Color in Louisiana", 1917, Journal of Negro History
- Mine Eyes Have Seen, 1918, en un acte, en The Crisis
- Poemes publicats en Crisis, Ebony and Topaz, el periòdic de la National Association for the Advancement of Colored People (NAACP)
- Poemes publicats en Opportunity, el periòdic de la Urban League.
- Caroling Dusk - a collection of African-American poets, 1927, incloent-hi "I Sit and I Sew"
- "Snow in October" i "Sonnet", 1927
- "The Colored United States", 1924, The Messenger, magazín literari i polític de Nova York
- "From a Woman's Point of View" ("Une Femme Dit"), 1926, columna pel periòdic Pittsburgh Courier.
- "As in a Looking Glass", 1926–1930, columna pel Washington Eagle
- "So It Seems to Alice Dunbar-Nelson", 1930, columna pel Pittsburgh Courier
- Give Us Each Day: The Diary of Alice Dunbar-Nelson. ed. Gloria T. Hull, Nova York: Norton, 1984.